# Tales of the Jedi: Redemption
Tales of the Jedi: Redemption es una serie de cinco cómics, basada en el universo de Star Wars y publicada por Dark Horse en 1998.

## Introducción
Con esta serie de cinco cómics basados en el universo de Star Wars, la editorial angloamericana Dark Horse cerró la historia de los Jedi que participaron en las tres series anteriores y abrió la puerta a otros conflictos del Periodo de la Antigua República, que no serían otros que las Guerras Mandalorianas, la Guerra Civil Jedi o las Nuevas Guerras Sith.
El primer volumen fue publicado en julio de 1998 y los Jedi se parecían ya más a los de las precuelas que a los de la Guerra Sith. El tomo recopilatorio de julio de 2001 mostraba básicamente como había quedado la galaxia tras los últimos conflictos con los Sith desde la perspectiva de los que la vivieron,  Nomi Surider o Ulic Qel-Droma, y de los que no, como Vima Sunrider.

## Historia
Han pasado diez años desde la Guerra Sith y miles de Jedi se han reunido en la Estación Exis, para reflexionar sobre el pasado, que conserva lo poco que se consiguió rescatar de Ossus antes de su parcial destrucción. Todos quieren escuchar a la gran Maestra Nomi Sunrider. Pero la hija de ésta, Vima, quiere aprender cuanto antes los caminos del Jedi y no está de acuerdo con su madre en seguir esperando.
Mientras, Ulic Qel-Droma continúa viajando sin destino fijo, habiendo perdido su conexión con la Fuerza. Tras visitar Yavin 4 descubre que su Maestro está atrapado en forma de espíritu allí y decide alejarse de la galaxia: se exilia en el helado planeta de Rhen Var, amargado por sus recuerdos.
Vima decide buscarlo para entrenarse con él. Mientras Ulic va curando sus heridas del corazón algunos seres, incluidos Jedi, aún lo quieren muerto por sus crímenes de guerra...

## Apartado Técnico
Al guion tenemos a Kevin J. Anderson y a los lápices de nuevo a Chris Gossett.

## Enlaces
- http://www.darkhorse.com/search/search.php?sstring=Star+Wars%3A+Tales+of+the+Jedi+-+Redemption&nsstring=&viewmode=gallery

- Datos: Q1070738